# Деревянский, Семён Иосифович
Семён Ио́сифович Деревя́нский (28 ноября 1902, Юзовка, Екатеринославская губерния — 17 июля 1981, Ленинград) — советский режиссёр игрового и документального кино.

## Биография
Родился 15 (28) ноября 1902 года в Юзовке (ныне — Донецк, Украина). Окончил Коммерческое училище.
В 1926—1927 годах учился актёрскому мастерству у И. З. Трауберга и Г. М. Козинцева в Ленинграде, в студии ФЭКС.
Работал на Ленинградских фабриках «Трудкино», «Росфильм», «Ленсоюзкино» (в дальнейшем — «Ленфильм») сперва помощником режиссёра: «Отдых дыбом» (1929), «Женщина в лесу» (1930), затем ассистентом режиссёра: «На этом свете» (1931), «Ищу протекции» (1932), «Лунный камень» (1935), «Депутат Балтики», «Сын Монголии» (1936), «Год девятнадцатый» (1937), «Мужество», «Танкисты» (1939), снимался в эпизодических ролях. В дальнейшем работал вторым режиссёром. Режиссёр-постановщик двух игровых фильмов (в соавторстве), а также документальных.
Скончался 17 июля 1981 года.

## Фильмография
Режиссёр
- 1946 — Центр нападения (совместно с И. Земгано)
- 1951 — Мордовская АССР (документальный; совместно с И. Хейфицем)
- 1956 — Она вас любит! (совместно с Р. Сусловичем)

Второй режиссёр
- 1941 — Валерий Чкалов
- 1942 — Его зовут Сухэ-Батор
- 1944 — Малахов курган
- 1948 — Драгоценные зёрна
- 1950 — Огни Баку
- 1952 — Джамбул
- 1953 — Званый ужин
- 1954 — Большая семья
- 1955 — Дело Румянцева
- 1955 — Неоконченная повесть
- 1958 — Дорогой мой человек
- 1960 — Дама с собачкой
- 1960 — Люблю тебя, жизнь!
- 1961 — Самые первые
- 1962 — Когда разводят мосты
- 1966 — Сегодня — новый аттракцион

## Награды
- Орден Полярной звезды (МНР) — как член съёмочной группы фильма «Его зовут Сухэ-Батор» (1942)[1].